# Graphocephala pumicata
Graphocephala pumicata är en insektsart som beskrevs av Fowler 1899. Graphocephala pumicata ingår i släktet Graphocephala och familjen dvärgstritar. Inga underarter finns listade i Catalogue of Life.